# Stankervision
Stankervision is een sketchprogramma dat begon op MTV2 (een MTV-zender van Amerikaanse oorsprong). De eerste aflevering werd uitgezonden op 8 juli 2005 als onderdeel van het avondthema "Sic 'Em Friday". Stankervision is een vernieuwde versie van de DAMN! Show, een sketch-show die was ontwikkeld in Athens (Georgia) in 1998. Yucko the Clown is onderdeel van de show.

## Extreme humor
Stankervisions sketches volgen een format dat vergelijkbaar is met programma's als Jackass en The Howard Stern Show, waar het de bedoeling is om de grens van het toelaatbare van de komedie te vinden. Rond de reguliere sketches is Yucko the Clown te vinden die mensen op de straat aanspreekt en hen beledigt. Ook is er het onderdeel 'Dear Stankervision', waar vragen worden gesteld aan de creatieve geesten van het programma, Waco and Roger.
Stankervision bevat tevens cartoons, maar in een speciale stijl. Een vaste cartoon gaat over de avonturen van "Inebriated The Koala", die is verzonnen door Waco O'Guin in 1993 en is geïntroduceerd als "everyone's favorite eucalyptus eating marsupial" (iedereens favoriete eucalyptusetende buideldier), waar aan de koala refereert: "Eucalyptus? You can lick THIS!"

## De annulering
Op 7 oktober 2005 verkondigde Howard Stern in zijn radioprogramma dat Stankervision was geannuleerd en dat er geen tweede seizoen was gepland op MTV. Lid Yucko the Clown mailde Stern Howard dat dit waar was, waarin stond dat de show een kijkcijferkanon was met de hoogste kijkersaantallen in het uitzendblok waarvan het deel uitmaakte. Hij wist niet zeker waarom de show geannuleerd werd door MTV.
Op 26 januari 2006 verklaarde Yucko op Sterns Siriuskanaal dat de show was geannuleerd vanwege de inhoud, omdat het voor MTV problemen veroorzaakte met enkelen van haar sponsoren.

## Rolverdeling
- Roger Black (als Yucko The Clown)
- Greg Epps
- Waco O'Guin (als Waco)
- Zac Pope